# Riserva naturale guidata Punta Aderci
La riserva naturale guidata Punta Aderci (o Punta d'Erce) è un'area naturale protetta di 285 ha, istituita nel 1998 e situata nel comune di Vasto, in provincia di Chieti.

## Descrizione

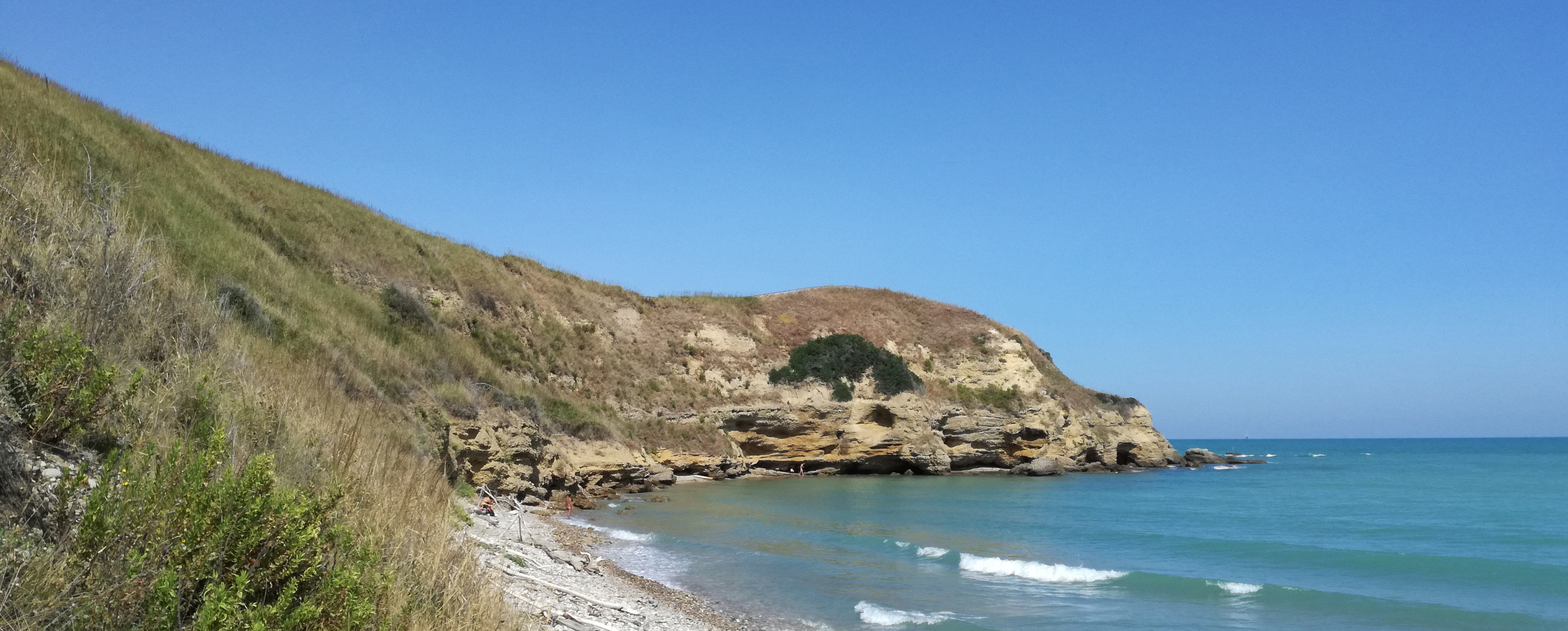
La spiaggia dei Libertini, situata all'interno della riserva

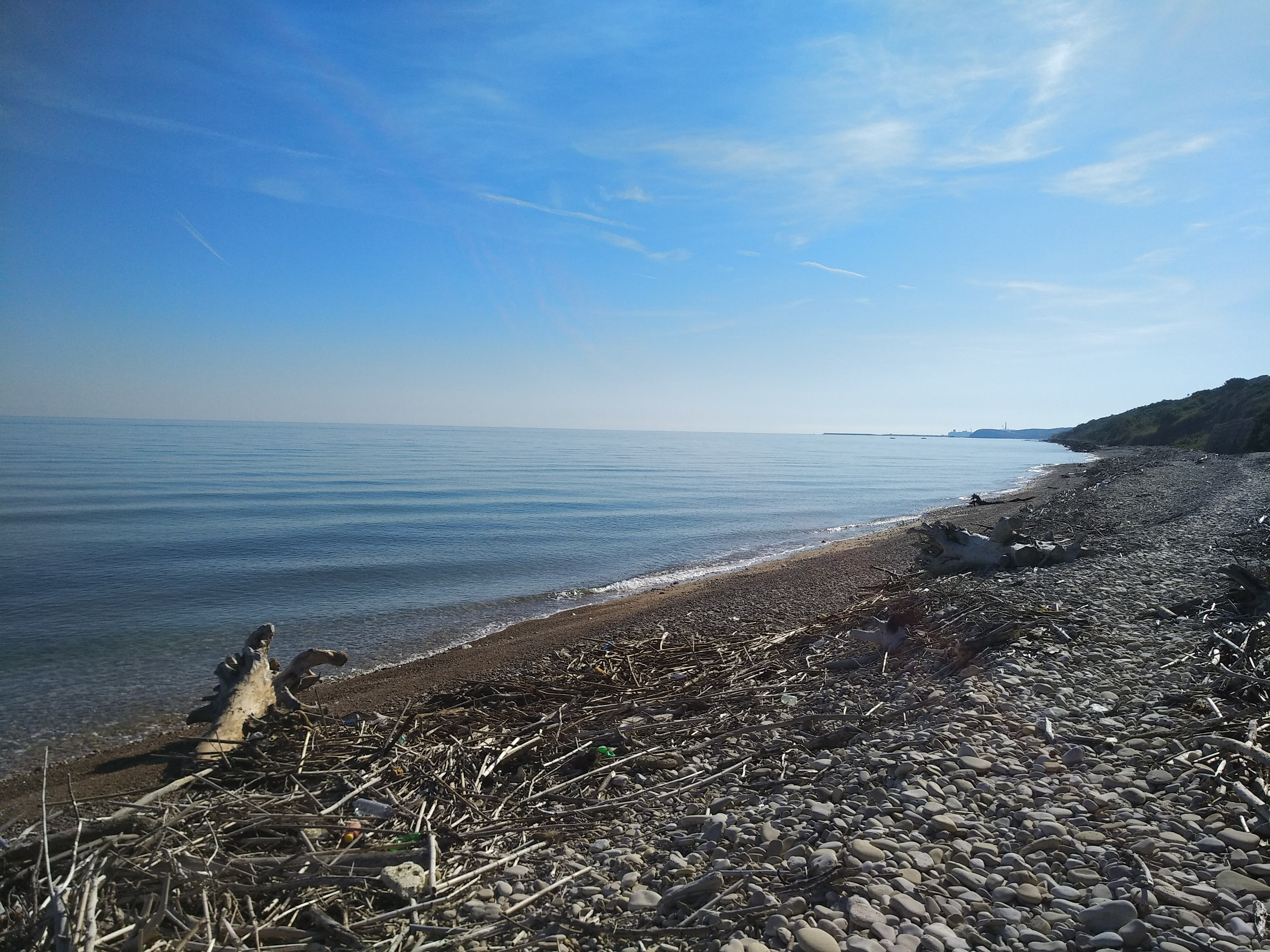
La spiaggia di Mottagrossa, situata all'interno della riserva

La riserva occupa una superficie di 285 ha (estendibili a 400 ha con l'area di protezione esterna), pari a quasi 3 km², all'interno del territorio del comune di Vasto, sviluppandosi dalla foce del fiume Sinello, posta a nord, al confine con il comune di Casalbordino, fino al porto di Vasto (in corrispondenza di località Punta della Lotta), ubicato a sud, su cui domina il faro di Punta Penna, il secondo più alto in Italia dopo la lanterna di Genova, con la vicina chiesa di Santa Maria di Pennaluce e la torre di Punta Penna. L'area naturale protetta si sviluppa altresì attorno al promontorio di Punta Aderci, alto 26 m s.l.m., che gli conferisce la denominazione, a sua volta legata alla passata presenza di resti archeologici dedicati a Ercole, con una zona pianeggiante e collinare a tratti antropizzata ma per la maggior parte coltivata a graminacee, oliveti e vigneti, e attraversata da alcuni sentieri, tra cui uno che la collega alla riserva naturale guidata Bosco di Don Venanzio, sita nel territorio comunale di Pollutri, e da un tratto di pista ciclabile facente parte più ampiamente della ciclovia Adriatica e che ricalca l'ex tracciato della ferrovia Adriatica, passando in pinete con piante tipiche della macchia mediterranea. Le componenti naturali del territorio comprendono anche quelle montane poiché sul lato nord-ovest della zona tutelata si ergono, in giornate di chiaro cielo limpido, i profili dei monti di due dei quattro parchi dell'Abruzzo, quali il Gran Sasso e la Maiella, e di quelli dei monti Sibillini e del Conero. Il litorale vede l'alternarsi di baie, calette, falesie rocciose e spiagge ciottolose e sabbiose, quali le spiagge, nell'ordine da nord verso sud, di Mottagrossa, di Punta Aderci, con l'omonimo trabocco, facente parte più ampiamente del sistema della costa dei trabocchi, dei Libertini, e di Punta Penna, anch'essa con macchine da pesca fissate nel molo settentrionale del porto di Vasto. Ai margini dell'arenile e ai piedi delle falesie rocciose si delineano parallele delle dune, fatte di sedimenti fini trasportati dal moto delle acque e dei venti e sulle quali prospera la vegetazione psammofila con una precisa disposizione. Tra gli scogli del tratto di mare più prossimo alla costa, in corrispondenza della spiaggia di Punta Penna, si trova sommerso un naturale anfiteatro marino nel quale crescono diverse specie endemiche di piante acquatiche. All'interno del perimetro della riserva vi è infine un'area archeologica.

## Storia

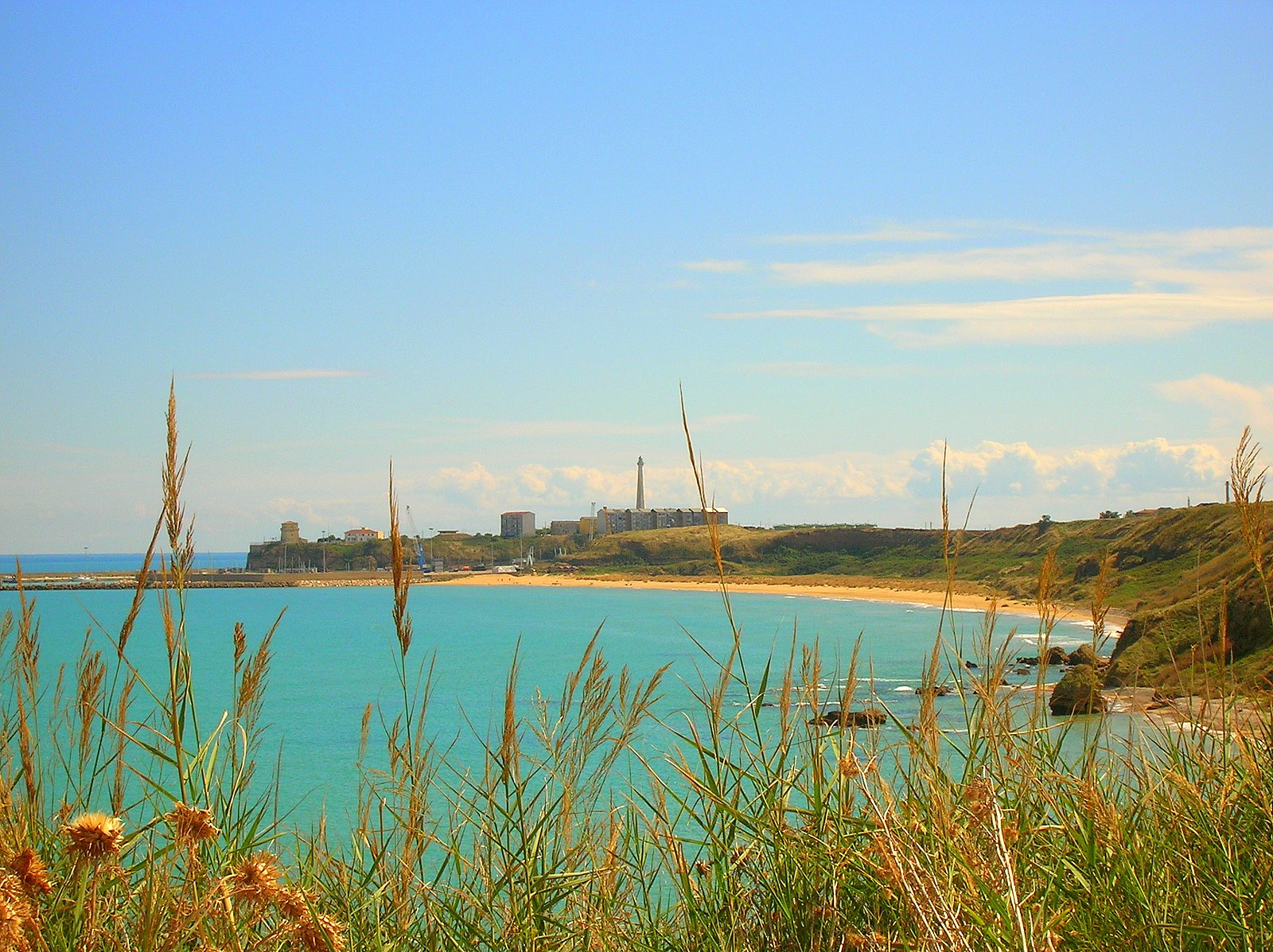
La spiaggia di Punta Penna, situata all'interno della riserva

La riserva è stata istituita con legge regionale n. 9 del 20 febbraio 1998 come riserva naturale regionale guidata, divenendo la prima area naturale protetta ad essere istituita lungo la costa d'Abruzzo. Successivamente è stata riconosciuta all'interno della direttiva habitat come «sito di importanza comunitaria». Dal 2000 il comune di Vasto, suo gestore, si avvale della società cooperativa COGECSTRE di Penne per le fasi di gestione operativa e in tale anno ha elaborato con essa il piano di assetto naturalistico (PAN), approvato il 25 settembre 2007 dal consiglio della regione Abruzzo. Nel 2020 la riserva, in particolare la parte alta della spiaggia di Punta Penna, è stata interessata da un violento incendio doloso che ha distrutto parte della vegetazione e delle infrastrutture presenti, dando subito il via alle operazioni di risanamento; i roghi si sono poi ripetuti nell'estate dell'anno seguente nella vicina spiaggia di Mottagrossa.

## Flora

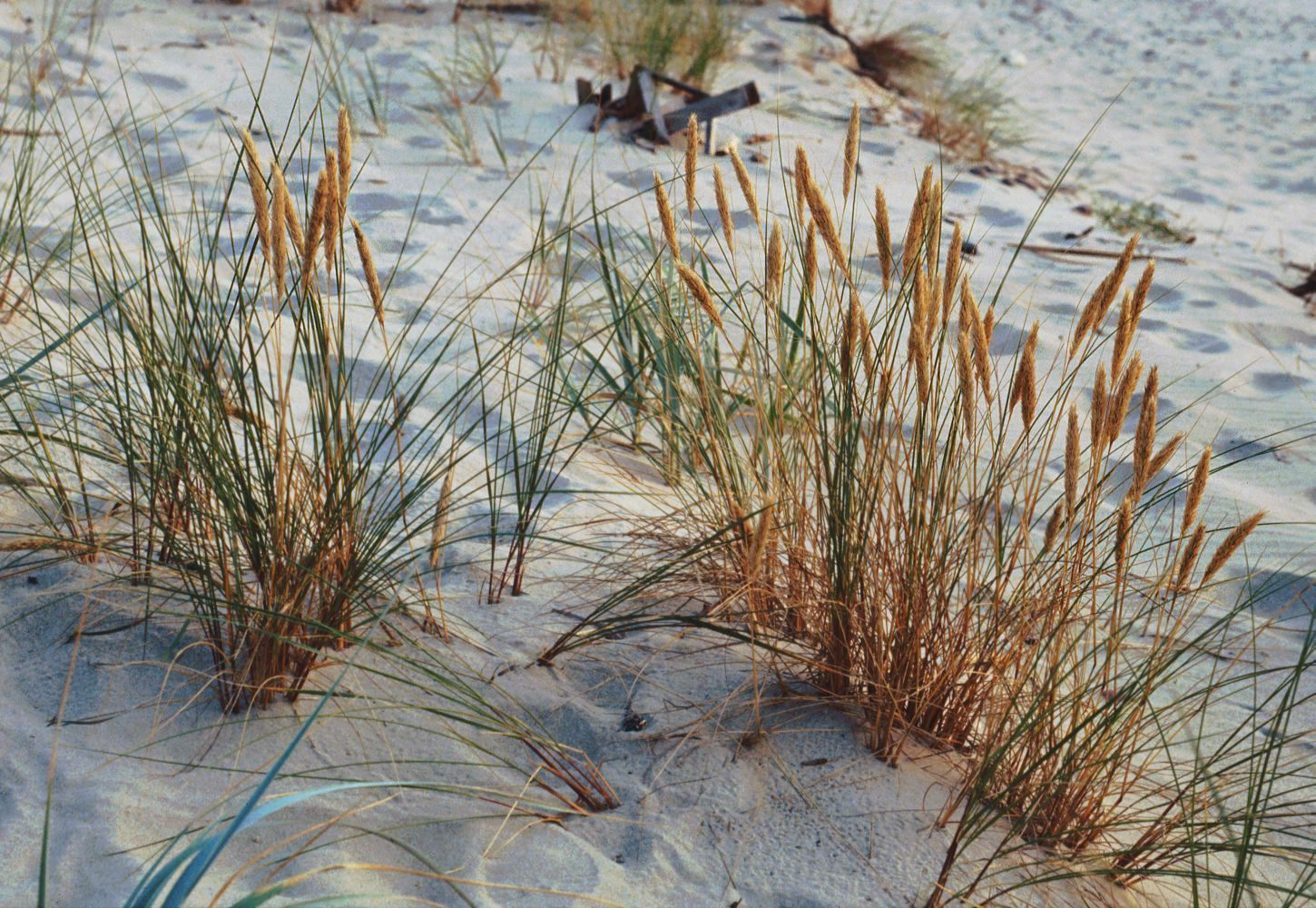
Lo sparto pungente, specie floreale simbolo della riserva

La flora della riserva comprende diverse piante acquatiche, arboree, erbacee e floreali proprie della macchia mediterranea e dell'ambiente costiero-marittimo. Dal mare verso l'interno, nella zona afotica non si trova alcuna pianta, nella zona di deposizione si rinvengono alcune specie di alghe e fanerogame marine, e a partire dalla battigia crescono varie specie alonitrofile, psammofile e terofite secondo una precisa disposizione a fasce lungo i profili paralleli delle dune: nel cakileto, ossia nella successione più prossima alla battigia, prospera il ravastrello, nell'agropireto lo zigolo delle spiagge, e nell'ammofileto, ossia nella fascia che va verso le falesie rocciose, lo sparto pungente, assunto a specie floreale simbolo della riserva e rappresentato assieme al fratino nel logo dell'area naturale protetta. Negli anfratti della parte bassa delle falesie rocciose e degli scogli cresce invece l'alga rossa Halymenia floresia. Tra le altre piante presenti nel litorale, vi sono l'elicriso italiano, l'eringio marino, l'euforbia marittima, il finocchio spinoso, il giglio di mare, il mirto, la nappola italiana, il papavero giallo e la silene colorata.

## Fauna

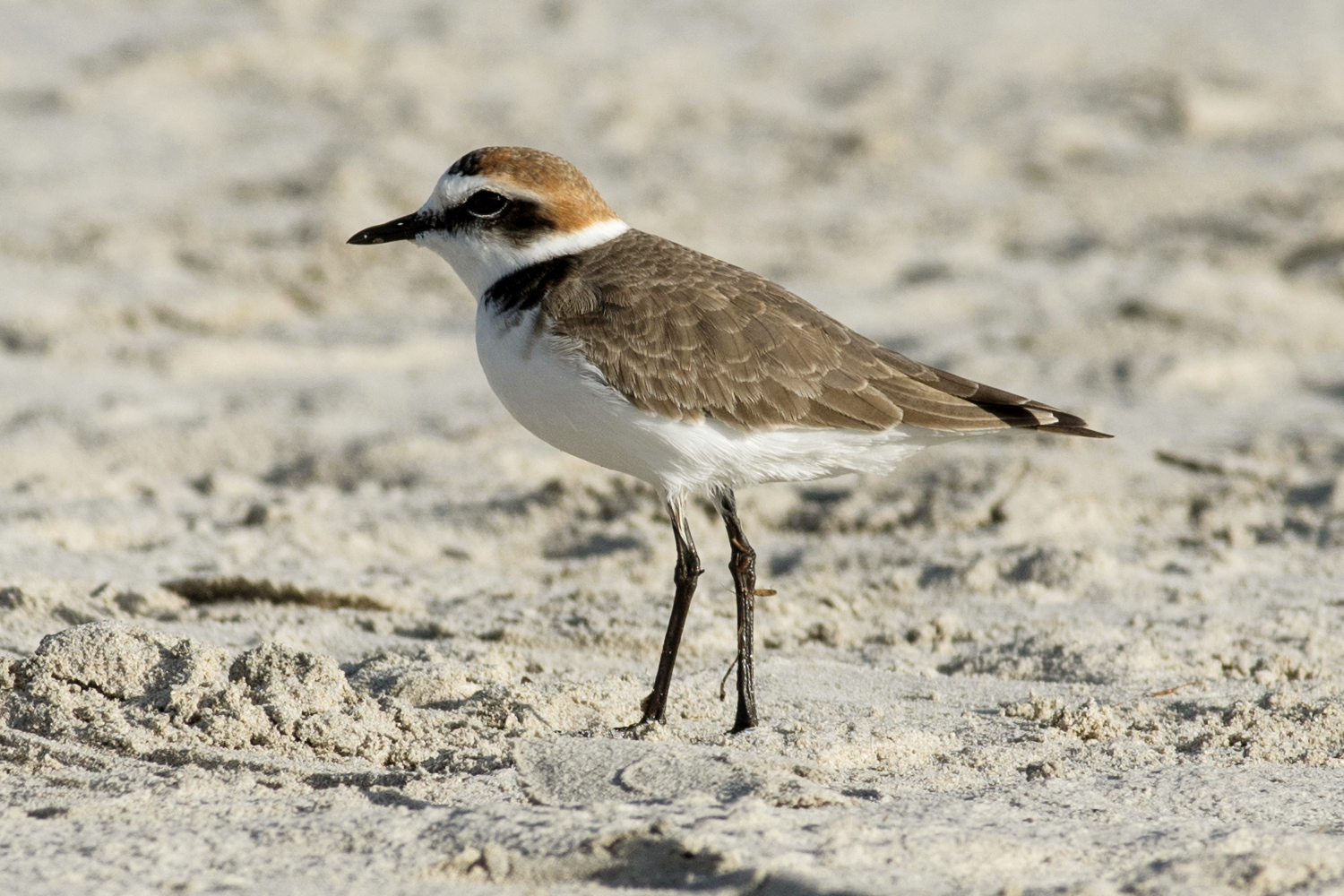
Il fratino, specie faunistica simbolo della riserva

Diversificata è la fauna della riserva, che comprende, per i mammiferi terrestri, il cinghiale, tra gli uccelli, limicoli, rapaci e non, specie di airone cenerino, beccamoschino, cappellaccia, cavaliere d'Italia, cinciallegra, falco di palude, fenicottero rosa, fratino, assunto a specie faunistica simbolo della riserva e rappresentato assieme allo sparto pungente nel logo dell'area naturale protetta, gabbiano, garzetta, gheppio, gruccione, martin pescatore, nitticora, occhiocotto, poiana, saltimpalo, sgarza ciuffetto, sparviero, sterpazzola e tarabusino, e tra i cetacei, presenti in mare aperto, la stenella striata e il tursiope, oltre a tante altre diverse specie marine proprie del mare Adriatico.